# Napiwoda (gromada)
Napiwoda – dawna gromada, czyli najmniejsza jednostka podziału terytorialnego Polskiej Rzeczypospolitej Ludowej w latach 1954–1972.
Gromady, z gromadzkimi radami narodowymi (GRN) jako organami władzy najniższego stopnia na wsi, funkcjonowały od reformy reorganizującej administrację wiejską przeprowadzonej jesienią 1954 do momentu ich zniesienia z dniem 1 stycznia 1973, tym samym wypierając organizację gminną w latach 1954–1972.
Gromadę Napiwoda z siedzibą GRN w Napiwodzie utworzono – jako jedną z 8759 gromad na obszarze Polski – w powiecie nidzickim w woj. olsztyńskim na mocy uchwały nr 19 WRN w Olsztynie z dnia 4 października 1954. W skład jednostki weszły obszary dotychczasowych gromad Napiwoda, Radomin i Waszulki ze zniesionej gminy Napiwoda w tymże powiecie. Dla gromady ustalono 10 członków gromadzkiej rady narodowej.
1 stycznia 1960 do gromady Napiwoda włączono wieś Bartoszki ze znoszonej gromady Magdaleniec, obszar zniesionej gromady Kot, a także wsie Łyna, Orłowo i Wietrzychowo, kolonie Łyna i Wietrzychówko, PGR-y Wólka Orłowska i Wysokie, leśniczówkę Zdrężno oraz młyny Łyński Młyn i Orłowski Młyn ze zniesionej gromady Dobrzyń – w tymże powiecie.
31 grudnia 1961 z gromady Napiwoda wyłączono wsie Waszulki i Bartoszki, włączając je do gromady Nidzica w tymże powiecie; do gromady Napiwoda włączono natomiast wsie Jabłonka i Wikno ze zniesionej gromady Jabłonka w tymże powiecie.
30 czerwca 1968 do gromady Napiwoda włączono wsie Brzeźno Łyńskie, Dąb, Likusy, Natać Mała i Natać Wielka oraz leśniczówkę Smolaki ze zniesionej gromady Kurki w tymże powiecie.
Gromada przetrwała do końca 1972 roku, czyli do kolejnej reformy gminnej.